# 구주와

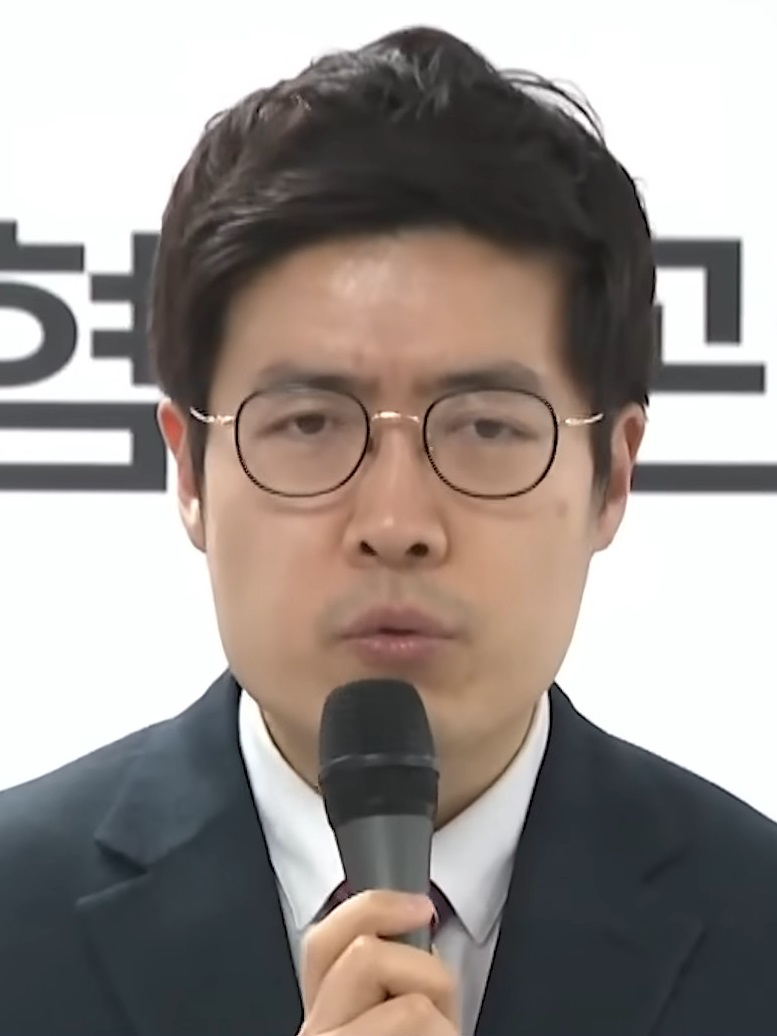
구주와

구주와(丘주와, 1980년 1월 23일~)는 대한민국의 변호사이자 정치인이다.
자유통일당 최고위원 등을 지내는 등 보수 성향의 정치 활동을 통해 대한민국 제21대 대통령 선거 자유통일당 후보로 출마했으나 2025년 5월 18일에 김문수 국민의힘 대선 후보를 지지하겠다는 의사를 밝히고 사퇴하였다.

## 학력
- 용문고등학교 졸업
- 고려대학교 생명과학대학 생명과학 학사
- 고려대학교 공과대학 전기전파공학 학사
- 강원대학교 법학전문대학원 법학 전문석사

## 경력
- 제42회 변리사시험 합격
- 제1회 변호사시험 합격
- 세무사시험 합격
- 제28회 공인중개사시험 합격
- 특허법인 다울 변리사
- 법무법인 에스엔 소속변호사
- 법무법인 강 구성원변호사
- 강원대학교 로스쿨 지적재산권법 강사
- 구주와 법률사무소 대표변호사
- 국민혁명당 대변인
- 국민혁명당 서울 서초구 갑 제21대 국회의원 선거 후보
- 법무법인 비트윈 변호사
- 자유통일당 최고위원
- 자유통일당 제21대 대통령 선거 후보

## 역대 선거 결과
| 실시년도 | 선거 | 대수 | 직책   | 선거구   | 정당       | 득표수 | 득표율      | 순위 | 당락 | 비고 |
| -------- | ---- | ---- | ------ | -------- | ---------- | ------ | ----------- | ---- | ---- | ---- |
| 2025년   | 대선 | 21대 | 대통령 | 대한민국 | 자유통일당 | -      | \| \| 0% \| | -    | -    | 사퇴 |
|          | 0%   |      |        |          |            |        |             |      |      |      |